# Looking for Love
Looking for Love (с англ. — «В Поисках Любви») — песня американской рок-группы The Cars, второй трек с альбома Heartbeat City.

## О песне
Песня была написана и спета вокалистом, ритм-гитаристом и автором песен Риком Окасеком. Продюсером выступили Матт Ланг, а также сами участники группы. Песня была перепета австрийским певцом Фалько как «Munich Girls» на его альбоме Falco 3 1985 года.
Критик Allmusic Тим Сендра в положительном обзоре сказал: «В стихах „Looking for Love“ есть какая-то весёлая новая волна». Дон Шиуэй из Rolling Stone сказал: «Именно „Looking for Love“ предлагает классическую демонстрацию конвейерных аранжировок, объясняющих название этой группы: три басовых удара и два барабанных удара распределены по основным восьми тактам, под ними просачивается какая-то татуировка синтезатора, мерцающая гитарная линия из трёх нот поднимается и опускается над этим, а также короткие вокальные фразы обеспечивают отрывистое повествование. Все эти ингредиенты чётко разложены и тщательно разделены в миксе, пока припев не соединит их в неотразимый, усиленный хук».

## Участники записи
- Рик Окасек — вокал, ритм-гитара
- Бен Орр — бас-гитара, бэк-вокал
- Эллиот Истон — соло-гитара, бэк-вокал
- Грег Хоукс — клавишные, бэк-вокал, Fairlight CMI программирование
- Дэвид Робинсон — ударные, Fairlight CMI программирование